# 萬敬儒
万敬儒（？—？），唐朝庐州（今安徽省合肥市）人。
万敬儒家族三世同居，双亲去世的时候，在墓侧搭建了草庐来守墓。刺血书写浮屠书（佛经），相传他斩断自己手上二指，不久复生。庐州改他所居的地名为成孝乡广孝聚。唐宣宗大中年间，朝廷表彰其家。

## 延伸阅读
[在维基数据编辑]
 《新唐書·卷195》，出自《新唐書》